# Амаль Клуні
Амаль Клуні (англ. Amal Clooney), до шлюбу — Аламуддін (араб. أمل علم الدين; нар. 3 лютого 1978, Бейрут, Ліван) — британська юристка, правозахисниця та письменниця ліванського походження.

## Життєпис
Закінчила коледж Сент-Х'ю Оксфордського університету, юридичний факультет Нью-Йоркського університету за спеціальністю «Міжнародне право, питання екстрадиції та захисту прав людини».
З 27 вересня 2014 року одружена з актором і режисером Джорджем Клуні. 6 червня 2017 року народила двійнят — Олександра і Еллу.

## Професійна діяльність
У 2004 році посіла посаду в Міжнародному суді ООН.
У 2010 році почала роботу в юридичній компанії Doughty Street Chambers.
Працювала юридичною радницею з Югославії при суддях в Міжнародному суді ООН і Міжнародному кримінальному суді, а також була старшою юридичною радницею прокурора в Спеціальному трибуналі щодо Лівану.
Представляє уряд Камбоджі в справі про територіальну суперечку з Таїландом у Постійній палаті третейського суду, Вірменію в процесі проти Догу Перінчека як особи, що заперечує геноцид вірмен, населення архіпелагу Чагос в судовій справі за право повернутися на острови, звідки його виселили через розміщення американської військової бази.
Серед клієнтів Амаль Клуні — засновник WikiLeaks Джуліан Ассанж, колишня прем'єрка України Юлія Тимошенко, колишній президент Мальдівської Республіки Мохамед Нашид, азербайджанська журналістка Хадіджа Ісмаїлова, єгипетсько-канадський журналіст Мохамед Фахмі та інші відомі особи.
У вересні 2021 року Міжнародний кримінальний суд (МКС) призначив Амаль Клуні Спеціальною радницею із суданського конфлікту в Дарфурі.

## Активізм
Під час повномасштабного російського вторгнення в Україну, яке є частиною російсько-української війни Амаль Клуні відвідала штаб-квартиру ООН й виголосила промову на підтримку України. Вона висловила заклик до правосуддя, оскільки була шокована злочинами російських військових на території України, зокрема звірствами у Бучі та Ірпені.